# Lift Your Spirit
Lift Your Spirit è il terzo album discografico in studio del cantante statunitense Aloe Blacc, pubblicato tra il 2013 e il 2014.

## Il disco
Il disco è uscito in diverse date a seconda del Paese: nell'ottobre 2013 è stato pubblicato in Austria, Germania e Svizzera, mentre tra marzo e aprile del 2014 è uscito in altre nazioni quali Regno Unito, Stati Uniti ed Italia. È stato pubblicato dalla Interscope Records e prodotto da diversi produttori tra cui Pharrell Williams. Il singolo Wake Me Up, pubblicato nel settembre 2013, è una versione acustica della hit di Avicii, le cui parti cantate sono proprio interpretate da Aloe Blacc, anche coautore con Tim Bergling e Mike Einziger.

## Tracce
1. Wake Me Up (Acoustic) – 3:45
2. The Man – 4:15
3. Soldier In the City – 3:25
4. Love Is the Answer – 3:44
5. Here Today – 3:54
6. Wanna Be With You – 3:44
7. Lift Your Spirit – 3:26
8. Red Velvet Seat – 3:23
9. Can You Do This – 2:56
10. Ticking Bomb – 3:36
11. Eyes of a Child – 6:13

## Classifiche
| Classifica (2013-2014)              | Posizione raggiunta |
| ----------------------------------- | ------------------- |
| Germania (Media Control)            | 16                  |
| Regno Unito (Official Albums Chart) | 5                   |
| Stati Uniti (Billboard 200)         | 4                   |